# 르노 라빌레니
르노 라빌레니(프랑스어: Renaud Lavillenie, 프랑스어 발음: [ʁə.no la.vi.lə.ni], 1986년 9월 18일~)는 프랑스의 육상 선수로 주 종목은 장대높이뛰기이다. 2012년 하계 올림픽에서 금메달, 2016년 하계 올림픽에서 은메달을 획득했으며 세계 선수권 대회에서 은메달 1개와 동메달 4개를 획득했다. 또한 세계 실내 선수권 대회 금메달 3개, 유럽 선수권 대회 금메달 3개, 유럽 실내 선수권 대회 금메달 4개를 획득했다. 현재 프랑스 장대높이뛰기 실내 기록과 실외 기록을 보유 중이며 2014년부터 2020년까지 남자 장대높이뛰기 세계 기록을 보유했다.